# Komolyzenei zenekarok listája
Az alábbi a világ híres komolyzenei zenekarainak a listája:

## Magyarországi zenekarok

### Szimfonikus zenekarok
- Alba Regia Szimfonikus Zenekar
- Békés Megyei Szimfonikus Zenekar
- Budafoki Dohnányi Ernő Szimfonikus Zenekar
- Budapesti Fesztiválzenekar
- Budapesti Filharmóniai Társaság Zenekara
- Budapesti Operettszínház Zenekara
- Concerto Budapest
- Duna Szimfonikus Zenekar
- Debreceni Filharmonikus Zenekar
- Győri Filharmonikus Zenekar
- Magyar Rádió Szimfonikus Zenekara
- MÁV Szimfonikus Zenekar
- Miskolci Szimfonikus Zenekar
- Műegyetemi Szimfonikus Zenekar
- Nemzeti Filharmonikus Zenekar (volt ÁHZ)
- Operaház Zenekara
- Osztrák–Magyar Haydn Zenekar
- Óbudai Danubia Zenekar
- Pannon Filharmonikusok – Pécs
- Szabolcsi Szimfonikus Zenekar
- Szegedi Szimfonikus Zenekar
- Szent István Király Szimfonikus Zenekar
- Szolnoki Szimfonikus Zenekar
- Savaria Szimfonikus Zenekar
- Tatabánya Város Szimfonikus Zenekara
- Váci Szimfonikus Zenekar
- Zalaegerszegi Szimfonikus Zenekar

### Kamarazenekarok
- Amadinda Ütőegyüttes
- Ábrahám Consort
- Budapesti Vonósok
- Bástya Citerazenekar
- Camerata Hungarica
- Capella Savaria
- Comorra Kamarazenekar
- Con Brio Fagott Trio
- Corvina Consort
- Creative Tuba Quartet
- ELTE Koncertzenekar
- Erdődy Kamarazenekar
- Gödöllői Kamarazenekar
- Harmonia Consort
- JMK Kamarazenekar
- Lavotta Kamarazenekar
- Liszt Ferenc Kamarazenekar
- Mendelsohn Kamarazenekar
- Musica Antiqua Hungarica Együttes
- Musica Buffa régizene együttes
- Musica Humana Kamarazenekar
- Nevesincs Kamarazenekar
- Novum Kamarazenekar
- Palló Imre Kamarazenekar
- Phoenix Kamarazenei Csoport
- Phoinix gitáregyüttes
- Purcell Kórus és Orfeo Zenekar
- Renaissance Consort
- Sani Singers
- Senza Dirigente Kamarazenekar
- Talamba ütőegyüttes

## Amerikai Egyesült Államok

### Szimfonikus zenekarok
- Atlantai Szimfonikus Zenekar
- Bostoni Szimfonikus Zenekar
- Chicagói Szimfonikus Zenekar
- Cincinnati Szimfonikus Zenekar
- Clevelandi Zenekar
- Columbiai Szimfonikus Zenekar
- Columbus Szimfonikus Zenekar
- Dallas Szimfonikus Zenekar
- Detroiti Szimfonikus Zenekar
- Houstoni Szimfonikus Zenekar
- Los Angeles-i Filharmonikus Zenekar
- Minnesota Orchestra
- National Symphony Orchestra; Washington
- NBC Szimfonikus Zenekar
- New York-i Filharmonikusok
- Philadelphia Orchestra
- Pittsburghi Szimfonikus Zenekar
- Saint Louis-i Szimfonikus Zenekar
- Saint Paul-i Kamarazenekar (Saint Paul, Minnesota)
- San Diegó-i Szimfonikus Zenekar
- San Franciscó-i Szimfonikusok
- Seattle-i Szimfonikus Zenekar
- Tallahasseei Szimfonikus Zenekar

### Kamarazenekarok
- New York Harp Ensemble

## Ausztrália
- Sydney Szimfonikus Zenekar

## Ausztria
- Bécsi Filharmonikusok
- Bécsi Rádió Szimfonikus Zenekar
- Vienna Szimfonikus Zenekar

## Belgium
- Flemish Rádiózenekar

## Brazília
- São Paulo Szimfonikusok

## Csehország
- Cseh Filharmonikus Zenekar

## Egyesült Királyság

### Szimfonikus zenekarok
- Birminghami Szimfonikus Zenekar
- Bournemouthi Szimfonikus Zenekar
- BBC Szimfonikus Zenekar
- BBC Koncertzenekar
- Hallé Zenekar
- Londoni Szimfonikus Zenekar
- London Filharmonikusok
- Londoni Filharmonikus Zenekar
- Philharmonia Zenekar
- Royal Liverpool Philharmonic Orchestra
- Royal Filharmonikus Zenekar

### Kamarazenekarok
- Angol Kamarazenekar
- Academy of St Martin in the Fields

## Európai Unió
- Europa Philharmonie
- Oktett zenekar

## Franciaország
- L'Orchestre de la Conservatoire de Paris

## Finnország
- Lahti Zenekar

## Hollandia
- Amszterdami Concertgebouw Zenekara
- Rotterdami Filharmonikusok

## Izrael
- Izraeli Filharmonikus Zenekar

## Kanada
- Orchestre Symphonique de Montréal
- National Arts Centre Orchestra
- Ottawa Symphony Orchestra
- Toronto Symphony Orchestra
- Winnipeg Symphony Orchestra
- Vancouver Symphony Orchestra
- CBC Radio Orchestra

## Németország
- Berlini Filharmonikus Zenekar
- Dresden Staatskapelle
- Leipzig Gewandhaus Orchestra
- Müncheni Filharmonikusok
- Philharmonia Hungarica
- Staatskapelle Berlin
- Stuttgarti Rádió Zenekara

## Olaszország
- Filarmonica della Scala – Milánó, Olaszország
- Camerata de' Bardi – Olaszország
- I Musici - Róma
- I Solisti Veneti - Padova
- Orchestra dell'Accademia Nazionale di Santa Cecilia - Róma

## Oroszország
- Szentpétervári Filharmonikus Zenekar
- Oroszországi Nemzeti Filharmonikusok

## Svájc
- Camerata Bern
- Sinfonieorchester Basel
- Suisse Romande Zenekar

## Svédország
- Göteborgi Szimfonikus Zenekar

## Venezuela
- Méridai Állami Szimfonikus Zenekar